# 锦小路通

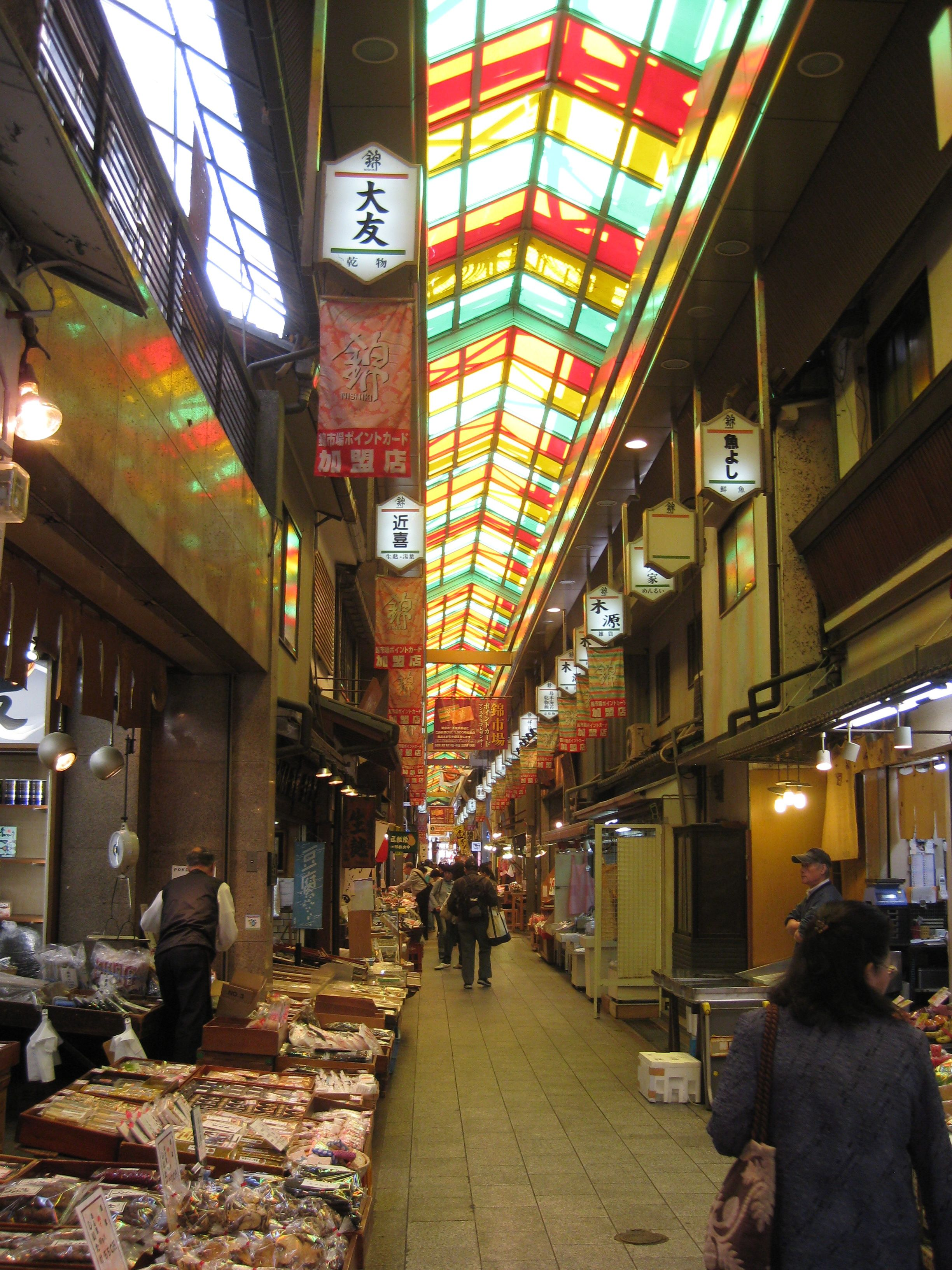
錦市場

錦小路通（にしきこうじどおり）是日本京都市的一条東西走向的街道。即平安京时代的錦小路。介于北侧的蛸薬師通与南侧的四条通之间。東到新京極通的錦天満宮正面，西到壬生川通。
高倉通与寺町通之间为錦市場，开设众多的青果店、鮮魚店、乾物店等。
烏丸通以东至新京極通路段为禁止吸烟区域。

## 沿路设施
- 錦天満宮　新京極通
- 新京極通
- 錦市場
- 大丸京都店
- 京都市立堀川高等学校　堀川通
- 京都市交通局本局　壬生川通

| 京都市內的東西向道路 | 京都市內的東西向道路   | 京都市內的東西向道路 |
| -------------------- | ---------------------- | -------------------- |
| 西至： 壬生川通      | 北側相鄰道路：蛸薬師通 | 東至： 新京極通      |
| 西至： 壬生川通      | 锦小路通               | 東至： 新京極通      |
| 西至： 壬生川通      | 南側相鄰道路：四条通   | 東至： 新京極通      |